# Стеван Пеција Поповић
 Стеван Пецијa Поповић (Нови Сад, 7. јануар 1845 — Нови Сад, 12. октобар 1909) био је српски правник и градоначелник Новог Сада.

## Биографија
Потиче из познате новосадске породице Поповић-Пеци (Пеција). Похађао католичку основну школу, па српску нижу гимназију до четвртог разреда (1860). Гимназијско образовање наставио је у Винковцима и Араду, где је и матурирао (1864). Право је студирао у Пешти, и само два семестра у Грацу (1867-1868). По завршетку студија ступио је у Пешти у државну службу. Радио је као чиновник у војном суду и помоћник конциписте у Министарству финансија.
У Нови Сад се вратио 1875. године. По имовинском цензусу и због чињенице да је имао високо образовање изабран је 1877. за градског економског сенатора. Приликом рестаурације 30. августа 1884. кандидовао се за градског начелника, и добио већину гласова у градском представништву. Током његовог мандата град је доживео економски и урбани процват. Након увођења железнице и изградње првог сталног моста на Дунаву (1883), успостављена је железничка веза са Будимпештом, Земуном, Сомбором, Старим Бечејом и Тителом и подигнута Железничка станица. Започето је систематско калдрмисање и поплочавање керамит-циглама новосадских улица. Изграђен је велики број јавних зграда које су данас симболи града (Градска кућа, црква имена Маријиног, Јодна бања), град је укључен у државну телефонску везу, подигнута је Плинара и уведено плинско осветљење, изграђено је више фабрика. Био је лојалан Пешти, али и даље превише националан по мишљењу власти. На функцији је остао све до 1902. године, када је пензионисан због истраге која се повела након одлуке да истакне црну заставу на Градској кући поводом смрти Светозара Милетића.
Са супругом Олгом имао сина Уроша.
Споменик др Стевану Поповићу Пецији на Успенском гробљу Новом Саду има посебну уметничку и архитектонску вредност.
Улица у новосадском насељу Ветерник носи његово име.